# Mi fido di te (film)
Mi fido di te è un film del 2007 diretto da Massimo Venier. È il secondo film della coppia di comici Ale e Franz.

## Trama
Francesco Villa, manager di un'agenzia immobiliare, viene licenziato e cerca di nasconderlo alla famiglia, adattandosi ad umili impieghi: la mattina fa il benzinaio e il pomeriggio consegna l'acqua. In un bar incontra Alessandro Besentini, un piccolo truffatore che vive di espedienti perseguitato dagli strozzini ai quali deve 500 euro. Francesco si scopre portato per la truffa e, assieme ad Alessandro, mette a segno colpi sempre più sofisticati. La loro collaborazione è, però, legata al rispetto di una sola regola: le loro rispettive famiglie non devono mai conoscersi. 
Perciò, quando Alessandro è scoperto dalla moglie dell'amico, è costretto a simulare una rapina nei loro confronti, inscenata dagli strozzini. Francesco si rende conto del tradimento e i due, dopo aver litigato, si separano.
Un anno dopo, Francesco, che ha trovato lavoro come manager, viene a sapere dalla moglie perché Alessandro lo ha tradito; così decide di inscenare un'ultima truffa nei confronti di un suo collega, ruffiano e impostore, e fare in modo che Alessandro ne prenda alla fine il posto.

## Produzione
Le riprese del film sono durate otto settimane.

## Distribuzione
Il film è uscito nelle sale il 9 febbraio 2007.